# گروسپیترسدورف
گروسپیترسدورف (به آلمانی: Großpetersdorf) یک شهر بازاری و شهرستان اتریش در اتریش است که در Oberwart District واقع شده‌است.

## خصوصیات
گروسپیترسدورف ۳٬۵۵۷ نفر جمعیت دارد.